# بوف‌تاج پاکوتاه
بوف‌تاج پاکوتاه، بوف‌تاج اروپایی (نام علمی: Gnaphalium supinum) نام یک گونه از سرده بوف‌تاج است.